# Гай Сервілій Гемін
Гай Сервілій Гемін (? — 180 до н. е.) — військовий та політичний діяч Римської республіки, начальник кінноти у 208 до н. е., консул 203 до н. е., диктатор  202 до н. е. великий понтифік у 183—180 до н. е.

## Опис
Належав до впливового роду Сервіліїв. Син Гая Сервілія Геміна, претора 218 року до н. е. 
У 212 році до н. е. за наказом сенату закупив зерно в Етрурії та успішно доставив вантаж у м. Тарент, який тоді облягав Ганнібал. У 210 році був обраний до колегії понтифіків. Брав активну участь у Другій пунічній війні. У 208 році до н. е. став курульним едилом, а згодом призначений начальником кінноти при диктаторі Титові Манлії Торкваті.
У 206 році до н. е. став претором й отримав як провінцію Сицилію. Тут він боровся з карфагенськими залогами у фортецях та містечках до повного очищення від ворога. Здійснив декілька рейдів до Африки. У 203 році до н. е. став консулом разом з Гней Сервілієм Цепіоном. На цій посаді успішно воював з Магоном Баркою у північній Італії. Того ж року звільнив батька з полону бойїв, де той знаходився з 219 року до н. е.
У 202 році до н. е. отримав Етрурію у проконсульство. У цьому ж році обраний диктатором для проведення коміцій. У 201 році до н. е. став членом комісії децемвірів, яка займалася розподілом земель в Апулії та Самніумі серед римських ветеранів.
У 183 році до н. е. після смерті Публія Ліцинія Красса Діва обрано новим великим понтифіком. У 180 році до н. е. вступив у конфлікт з понтифіком Луцієм Корнелієм Долабеллою стосовно зайняття вакантної посади Rex sacrorum, внаслідок чого Долабелла відмовився від звання понтифіка й сплатив значний штраф. Втім же у цього року Гай Сервілій Гемін помер.